# Campeonato Sul-Americano de Atletismo de 1931 (não oficial)
O Campeonato Sul-Americano de Atletismo não oficial de 1931 foi realizado na cidade de Montevidéu, no Uruguai, no período de 8 a 10 de maio com 20 provas em disputa. O evento foi realizado em comemoração ao 100º aniversário da independência uruguaia. 

## Medalhistas
Esses foram os resultados do campeonato.  
| Evento                   | Ouro                         | Ouro    | Prata                      | Prata   | Bronze                  | Bronze |
| ------------------------ | ---------------------------- | ------- | -------------------------- | ------- | ----------------------- | ------ |
| 100 metros               | Carlos Bianchi Lutti (ARG)   | 10.8    | Jaime Cardozo (URU)        | 11.0    | José de Almeida (BRA)   |        |
| 200 metros               | Carlos Bianchi Lutti (ARG)   | 22.0    | José Vicente Salinas (CHI) | 22.4    | Iberê Reis (BRA)        |        |
| 400 metros               | José Vicente Salinas (CHI)   | 49.2    | Héctor Domínguez (URU)     | 50.4    | Domingos Puglisi (BRA)  |        |
| 800 metros               | Hermenegildo Del Rosso (ARG) | 1:57.0  | Domingos Puglisi (BRA)     |         | Alfredo Narváez (PER)   |        |
| 1 500 metros             | Hermenegildo Del Rosso (ARG) | 4:07.4  | Belisario Alarcón (CHI)    |         | Roger Ceballos (ARG)    |        |
| 3 000 metros             | Juan Carlos Zabala (ARG)     | 8:44.2  | Belisario Alarcón (CHI)    | 8:54.8  | Roger Ceballos (ARG)    |        |
| 5 000 metros             | Juan Carlos Zabala (ARG)     | 15:14.2 | Roger Ceballos (ARG)       | 15:26.8 | Carlos Cabrera (CHI)    |        |
| 10 000 metros            | José Ribas (ARG)             | 31:18.8 | Carlos Cabrera (CHI)       |         | Murillo de Araújo (BRA) |        |
| 110 metros com barreiras | Armando Sorucco (CHI)        | 16.0    | Sylvio Padilha (BRA)       | 16.2    | Alfredo Ugarte (CHI)    |        |
| 400 metros com barreiras | Carlos Müller (CHI)          | 56.2    | Carlos dos Reis (BRA)      | 56.8    | Alfredo Egaña (CHI)     |        |
| 4×100 metros estafetas   | Uruguai                      | 42.8    | Argentina                  | 43.2    | Brasil                  |        |
| 4×400 metros estafetas   | Brasil                       | 3:25.0  | Argentina                  |         | Uruguai                 |        |
| Salto em altura\|        | Alfonso Burgos (CHI)         | 1.80    | Alberto Estrada (CHI)      | 1.80    | N.R. Di Lorenzo (URU)   | 1.75   |
| Salto à vara             | Adolfo Schlegel (CHI)        | 3.80    | Carlos Joel Nelli (BRA)    | 3.70    | Carlos Rocamora (ARG)   | 3.60   |
| Salto em comprimento     | Héctor Berra (ARG)           | 7.08    | João Rehder Netto (BRA)    | 6.705   | Juan Moura (CHI)        | 6.655  |
| Salto triplo             | Luis Brunetto (ARG)          | 14.305  | Pedro Aizcorbe (ARG)       | 14.215  | Julio Bastón (URU)      | 14.055 |
| Arremesso de peso        | Guillermo Otto (CHI)         | 13.33   | Juan Conrads (CHI)         | 13.065  | Armando Sorucco (CHI)   | 12.10  |
| Lançamento de disco      | Armando Peloursson (ARG)     | 41.135  | Bento Barros (BRA)         | 40.645  | Juan Conrads (CHI)      | ???    |
| Lançamento do martelo    | Federico Kleger (ARG)        | 47.255  | Antonio Barticevic (CHI)   | 45.475  | Alfredo Wismer (ARG)    | 44.785 |
| Lançamento de dardo\|    | Joaquim da Silva (BRA)       | 58.125  | Efraín Santibáñez (CHI)    | 57.645  | Armando Sorucco (CHI)   | 54.53  |

## Quadro de medalhas (não oficial)
| Ordem | País      | Medalha de ouro | Medalha de prata | Medalha de bronze | Total |
| ----- | --------- | --------------- | ---------------- | ----------------- | ----- |
| 1     | Argentina | 11              | 4                | 4                 | 19    |
| 2     | Chile     | 6               | 8                | 7                 | 21    |
| 3     | Brasil    | 2               | 6                | 5                 | 13    |
| 4     | Uruguai   | 1               | 2                | 3                 | 6     |
| 5     | Peru      | 0               | 0                | 1                 | 1     |
|       | TOTAL     | 20              | 20               | 20                | 60    |